# I. e. 60
Évszázadok: i. e. 2. század – i. e. 1. század – 1. század
Évtizedek: i. e. 110-es évek – i. e. 100-as évek – i. e. 90-es évek – i. e. 80-as évek – i. e. 70-es évek – i. e. 60-as évek – i. e. 50-es évek – i. e. 40-es évek – i. e. 30-as évek – i. e. 20-as évek – i. e. 10-es évek
Évek: i. e. 65 – i. e. 64 – i. e. 63 – i. e. 62 –  i. e. 61 – i. e. 60 – i. e. 59 – i. e. 58 – i. e. 57 – i. e. 56 – i. e. 55

## Események

### Róma
- Lucius Afraniust és Quintus Caecilius Metellus Celert választják consulnak.
- Metellus Celer minden lehetséges módon igyekszik gátolni Pompeius törekvéseit, mert az elvált a nővérétől. Amikor Flavius néptribunus törvényjavaslatot nyújt be Pompeius veteránjainak földosztásáról, olyan vehemensen tiltakozik, hogy Flavius börtönbe záratja. Metellus a börtönben továbbra is folytatja a szenátorok meggyőzését és amikor Flavius az ajtóba állva ezt megakadályozza, a falat kibontva folytatja szónoklatait.
- Caesar visszatér Hispániából Rómába és titkos szövetséget - az első triumvirátust - köt Pompeiussal és Róma leggazdagabb emberével, Crassusszal.[1] Első akciójuk Caesar consullá választása.

### Észak-Afrika
- Meghal II. Hiempszal numida király. Utóda fia, I. Juba.

### Kína
- Megszervezik a Nyugati Régiók Protektorátusát, amely a Han-dinasztia uralmát biztosítja a Tarim-medence oázisainak városállamai felett.

## Születések
- Halikarnasszoszi Dionüsziosz, görög rétor és történetíró

## Halálozások
- II. Hiempszal, numida király

## Fordítás
- Ez a szócikk részben vagy egészben  a(z)   60 av. J.-C. című francia Wikipédia-szócikk ezen változatának fordításán alapul.  Az eredeti cikk szerkesztőit annak laptörténete sorolja fel. Ez a jelzés csupán a megfogalmazás eredetét és a szerzői jogokat jelzi, nem szolgál a cikkben szereplő információk forrásmegjelöléseként.